# 4558 Janesick
4558 Janesick је Марсов тројански астероид чија средња удаљеност од Сунца износи 2,198 астрономских јединица (АЈ).
Апсолутна магнитуда астероида је 12,2.